# Lone Echo
Lone Echo ist ein vom US-amerikanischen Entwicklerstudio Ready at Dawn für die Oculus Rift konzipiertes Virtual-Reality-Adventure. Das Computerspiel erschien am 20. Juli 2017 zusammen mit dem Mehrspielermodus Echo Arena, welcher auch als einzelnes Spiel erhältlich ist.

## Handlung
Lone Echo spielt im Jahr 2126, der Spieler steuert einen ECHO-ONE-Androiden namens „Jack“ auf der Kronos-II-Station, welche den Saturn umkreist. Durch eine mysteriöse Weltraumanomalie werden Teile der Raumstation beschädigt und das menschliche Besatzungsmitglied Olivia Rhodes arbeitet mit Jack zusammen, um die Station zu reparieren und die Herkunft der Anomalie zu finden. Als ein Großteil der Raumstation zerstört wurde und ein fremdes, ebenfalls beschädigtes, Raumschiff auftaucht, rettet sich Rhodes auf diese Station. Jack macht sich auf den Weg, sie zu finden und muss dafür das fremde Schiff reparieren. Eine an Bord befindliche KI gibt ihm Weisungen, wie er vorzugehen hat.

## Spielprinzip und Technik
In Lone Echo besteht aus den Elementen Erkundung und Verwendung von Werkzeugen und Objekten zum Lösen von Rätseln. Besonders hervorzuheben ist das Fortbewegungssystem des Spiels, das es den Spielern ermöglicht, fast jede Oberfläche zu greifen und sich entweder selbst daran entlang zu bewegen oder sich von der Oberfläche abzustoßen, um in eine bestimmte Richtung zu schweben. Der Spieler erhält am Handgelenk montierte Triebwerke, mit denen er eine Flugbahn ändern oder nachjustieren kann.
Spieler können Objekte aufnehmen und umherbewegen sowie Schalter und Bedienfelder manipulieren. Darüber hinaus erhalten sie einen Datenscanner, der mit Computern verbunden werden kann, und einen Plasmaschneider, der bestimmte Oberflächen durchschneiden kann. Als Service-Android muss der Spieler beschädigte oder funktionsunfähige Systeme reparieren sowie das einzige menschliche Besatzungsmitglied der Station unterstützen und schützen, mit dem er über Dialogbäume interagiert.

### Echo Arena
Der Mehrspielermodus Echo Arena wurde zeitgleich mit Lone Echo entwickelt und als eigenes Spiel veröffentlicht. Echo Arena ist Teil von Lone Echo, allerdings auch separat erhältlich. Echo Arena wurde dauerhaft kostenlos im Oculus-Store angeboten.
Echo Arena ist eine Sportsimulation und basiert auf den Bewegungsmechaniken von Lone Echo. Das Ziel ist es, ein Frisbee in einer Arena in das Tor des anderen Teams zu befördern. Dabei ist es möglich, sich nicht nur an Oberflächen, sondern auch an Spielern des gegnerischen Teams festzuhalten und sie durch einen Schlag für eine kurze Zeit außer Gefecht zu setzen. Im Jahr 2023 wurde bekanntgegeben, dass die Server von Echo VR mit dem 1. August 2023 abgeschaltet werden sollen, durch diesen Schritt ist das Spiel nicht länger funktionsfähig und damit eingestellt. Es gibt mehrere Versuche innerhalb der VR Gemeinschaft einen Nachfolger zu dem Spiel entwickeln da die Abschaltung zum Unverständnis eines Großteils der Spielergemeinschaft stattfand. So wurde versucht mithilfe einer Botschaft im Himmel über der Firmenzentrale von Meta einem Einstellen entgegenzuwirken.

## Rezeption
Lone Echo erhielt zum allergrößten Teil positive Bewertungen. Die Rezensionsdatenbank Metacritic aggregiert 14 Rezensionen zu einem Mittelwert von 89.

### Auszeichnungen
Bereits vor der Veröffentlichung erhielt Lone Echo den Game Critics Awards für das beste VR-Spiel der E3 2017.